# Charles Schweinfurth
Charles Schweinfurth  ( 1890 -1970 ) fue un botánico y recolector estadounidense, y distinguido estudioso de la familia de orquídeas. Recogió flora de Perú, la que publicaría en un famoso y extenso texto.. Fue investigador del Botanical Museum, en Harvard University.

## Algunas publicaciones
- 1939. Notes on a remarkable collection of orchids from Panama. Ed. Bot. Museum Leaflets, Harvard Univ.
- 1967. Orchidaceae of the Guayana Highland

### Libros
- 1958. Orchids of Peru. Ed. Natural Hist. Museum. Publication 837, 868, 885, 913. 4 vols. 1.005 pp. ISBN 0-608-02118-0
- Ames, O; FT Hubbard; C Schweinfurth. 1936. The Genus Epidendrum in the United States & Middle America. Ed. Bot. Museum Cambridge, Massachusetts. pp. xi + 233
- La abreviatura «C.Schweinf.» se emplea para indicar a Charles Schweinfurth como autoridad en la descripción y clasificación científica de los vegetales.[1]

## Honores

### Eponimia
Género
- Cischweinfia Dressler & L.O.Williams 1970

Especies
- Pleurothallis schweinfurthii Garay 1954